# Gramercy Park
Gramercy Park è un piccolo parco di New York situato a Manhattan all'estremità meridionale della Lexington Avenue. Il parco è privato ed accessibile solo ai residenti della zona che pagano una somma annuale per poterne usufruire, cosa che lo rende un luogo particolarmente esclusivo.